# Lijst van burgemeesters van Wijnandsrade
Dit is een lijst van burgemeesters van de voormalige Nederlandse gemeente Wijnandsrade in de provincie Limburg, totdat deze per 1 januari 1982 samen met de toenmalige gemeenten Hulsberg en Schimmert opging in de gemeente Nuth.
| Ambtsperiode | Naam burgemeester         | Partij of stroming | Bijzonderheden                        |
| ------------ | ------------------------- | ------------------ | ------------------------------------- |
| 1810 - 1827  | J.H. l' Ortye             |                    | schout, maire en burgemeester genoemd |
| 1827 - 1828  | Jan Willem Ackermans      |                    |                                       |
| 1828 - 1856  | J.A. l' Ortye             |                    |                                       |
| 1856 - 1878  | J.P.H. l' Ortye           |                    |                                       |
| 1878 - 1903  | J.L. Drummen              |                    |                                       |
| 1903 - 1905  | A. Damoiseaux             |                    | waarnemend burgemeester               |
| 1905 - 1928  | Th.J.H. Opfergelt         |                    |                                       |
| 1928 - 1929  | R. Jacobs                 |                    | waarnemend burgemeester               |
| 1929 - 1953  | J.G.A. Opfergelt          |                    |                                       |
| 1953 - 1965  | C.J.M. (Jos) Snijders     |                    |                                       |
| 1966 - 1972  | A.J.M.G. (Fons) Teheux    | KVP                |                                       |
| 1973 - 1980  | F.H.C. (Frans) Cortenraad | KVP                |                                       |
| 1980 - 1982  | E.M. (Emile) van Loo      |                    | waarnemend burgemeester               |